# Frank Ruddigkeit
Frank Ruddigkeit (* 19. August 1939 in Grenzberg, Ostpreußen; † 5. Juli 2025 in Leipzig) war ein deutscher Maler, Grafiker, Bildhauer und Buchkünstler.

## Leben und Wirken

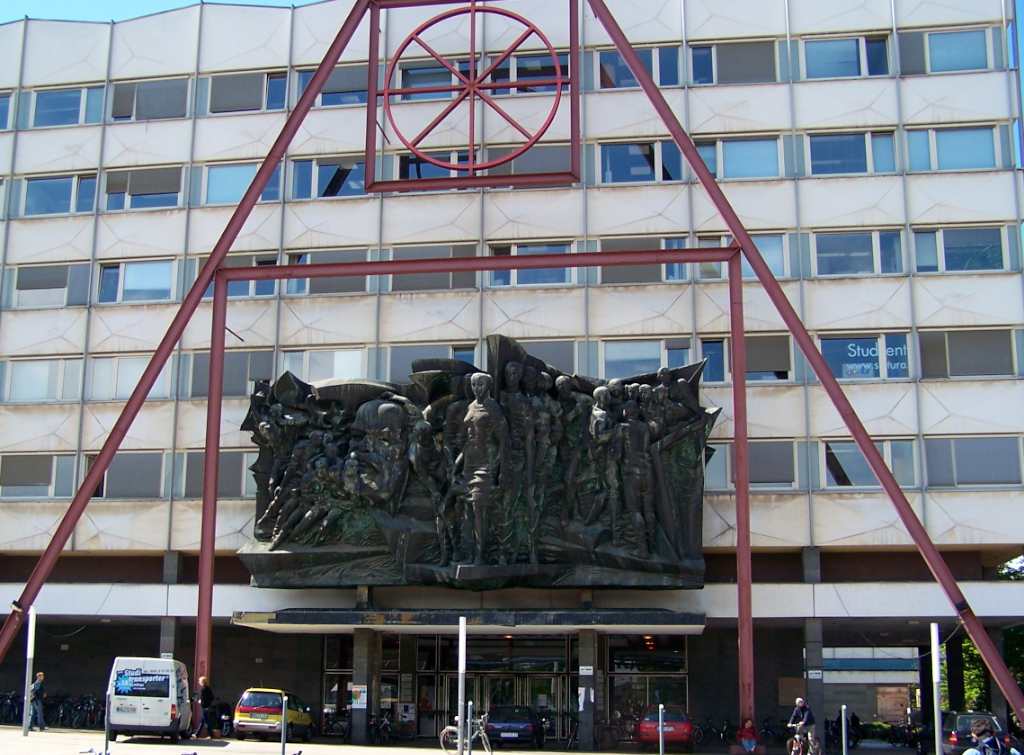
Bronzerelief Aufbruch von F. Ruddigkeit, K. Schwabe und R. Kuhrt, am Hauptgebäude der Universität Leipzig im Jahre 2006

Ruddigkeit wurde als Sohn eines Maurers geboren. 1948 zog seine Familie nach Engelsdorf bei Leipzig. Ruddigkeit studierte von 1957 bis 1962 an der Hochschule für Grafik und Buchkunst Leipzig bei Kurt Dietze, Hans Mayer-Foreyt und Heinz Wagner. Nach einem Lehrauftrag am Institut für Kunsterziehung der Universität Leipzig von 1962 bis 1963 und einer anschließenden Aspirantur an der Hochschule für Grafik und Buchkunst Leipzig war er ab 1966 freischaffend als Maler, Grafiker, Bildhauer und Medailleur tätig. Von 1974 bis 2004 lehrte er an der Burg Giebichenstein Hochschule für Kunst und Design Halle, an der er 1981 zum Professor berufen wurde. 1974 bis 1978 war er Vorsitzender des Bezirksverbandes Leipzig des Verbandes Bildender Künstler der DDR. Das von mehreren Künstlern geschaffene Bronzerelief Aufbruch vor der Universität Leipzig wurde anlässlich des Neubaus der Universität 1973 aufgestellt.
Sein 1978 geschaffenes Auftragswerk für den öffentlichen Raum zur Geschichte des Leipziger Marktplatzes wird zu den Hauptwerken des Künstlers gezählt.
Nach der Wende, 1992 wurde seine Professur nicht verlängert und er sollte sich 1993 für die Professur neu bewerben. Auf eigene Entscheidung tat Ruddigkeit dies nicht, sondern blieb nun als Dozent bis 2004 weiter an dieser Uni tätig.
Frank Ruddigkeit lebte und arbeitete in Leipzig. Er hatte eine große Anzahl von Einzelausstellungen und Ausstellungsbeteiligungen. In der DDR war er auf fast allen wichtigen zentralen Ausstellungen vertreten, u. a. von 1972 bis 1988 auf der VII. bis X. Kunstausstellung der DDR in Dresden.

## Werke (Auswahl)
- 1970: Illustrationen für eine bibliophile Buchreihe Geschichten aus Mexiko[2]
- 1978: Karl-Marx-Relief/Aufbruch, zusammen mit Klaus Schwabe und Rolf Kuhrt, aus Anlass des Universitätsneubaus geschaffen,
 2008 auf Veranlassung des Schriftstellers Erich Loest umgesetzt zum Universitätscampus an der Jahnallee[2]
- 1978: Altes Gemälde, Emaille-Bild; in 10 Einzelteilen zu sehen
- 1978: Frauen-Porträt, farbige Zeichnung
- 1979: Landschaft, Zeichnung
- um 1980: Völkerschlacht 1813, Lithografie
- großformatige Wandbilder zu weltanschaulichen Grundfragen, unter anderem in einer Leipziger Schule und im Gewandhaus Leipzig[2][5]

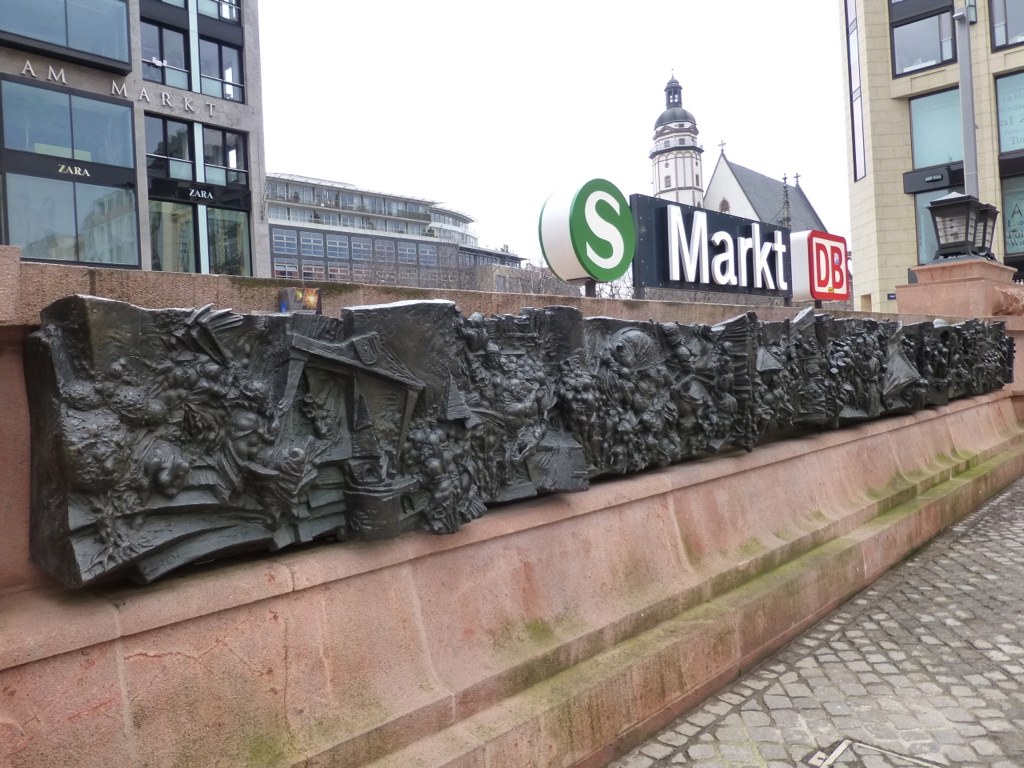
Bildfries zur Geschichte des Leipziger Marktes am Marktplatz im City-Tunnel

- Tafelbilder, starkfarbige Blumenstillleben[2]
- reich illustrierte eigene Tagebücher[2][6]
- 1992: Radierung zu Giacomo Puccini: Der Barbier

## Auszeichnungen (Auswahl)
- 1970: Auszeichnung im Wettbewerb Schönste Bücher der DDR
- 1971: ausgezeichnet auf der Triennale Intergrafik 71 des Verbandes Bildender Künstler der DDR
- 1972: Kunstpreis des FDGB
- 1974: Kunstpreis der Stadt Leipzig
- 1978: Kunstpreis der DDR
- 1983: Grafik-Biennale in Frechen: Medaille und Erft-Preis
- 1986: Johannes-R.-Becher-Medaille
- 1986: Hans-Grundig-Medaille

## Museen und öffentliche Sammlungen mit Werken Ruddigkeits (unvollständig)
- Altenburg/Thür.: Otto-Dix-Haus
- Berlin: Neue Nationalgalerie[7]
- Chemnitz: Kunstsammlung der Wismut GmbH
- Gera: Otto-Dix-Haus
- Leipzig: Kunsthalle der Sparkasse Leipzig[8]